# Gary Trigg

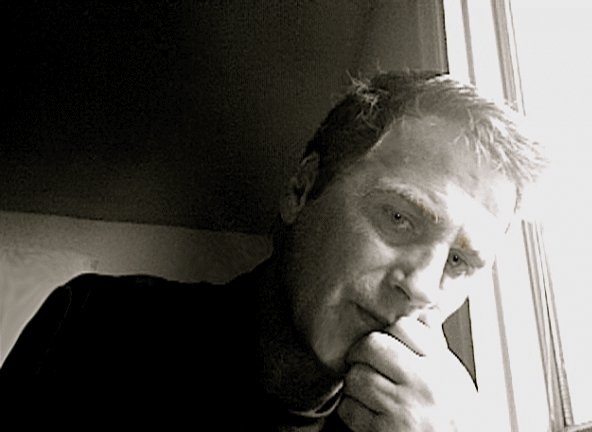
Gary Trigg

Gary Trigg ist ein Musiker und Promoter aus Winnipeg (Kanada) im Bereich Alternative Rock und Country.
Er gründete die Bands Wild Frontiers und Popular Mechanix, ferner brachte er verschiedene Soloalben heraus in Nashville, Los Angeles und London. Im Moment arbeitet er in Europa an dem Projekt Me-Tourcontest, das der Promotion unbekannter Künstler im Bereich Musik und Kunst dient.

## Diskografie
- 1979: Popular Mechanix: Polular Mechanix
- 1981: Polular Mechanix: Western World
- 1988: Popular Mechanix: Best of
- 1986: Gary Trigg: Hoagie Vision
- 1988: Wild Frontiers: Ball and Chain
- 1991: Gary Trigg: County songs
- 2000: Gary Trigg: Ten songs
- 2006: Gary Trigg: Bully Burgers

### Videos
- Bardeau One Night With Me - Gary Trigg auf YouTube
- Running from the Ball and Chain auf YouTube
- Gary hoagie Trigg Story ..the making of Hoagietoons auf YouTube

### Websites
- International Musician's Exhibition
- Gary Trigg bei Myspace

| Personendaten    | Personendaten                    |
| ---------------- | -------------------------------- |
| NAME             | Trigg, Gary                      |
| KURZBESCHREIBUNG | kanadischer Musiker und Promoter |
| GEBURTSDATUM     | 20. Jahrhundert                  |
| GEBURTSORT       | Winnipeg                         |